# Marek Sobczyński (koszykarz)
Marek Sobczyński (ur. 29 października 1963 w Warszawie, zm. 5 maja 1998) – polski koszykarz występujący na pozycji rzucającego obrońcy, reprezentant Polski, mistrz Polski z 1995.

## Kariera sportowa
Był wychowankiem Legii Warszawa, w której barwach debiutował w ekstraklasie w sezonie 1980/1981 (zagrał wówczas w jednym spotkaniu). Także w kolejnym sezonie 1981/1982 był rezerwowym (zagrał w siedmiu spotkaniach), ale już w kolejnych czterech sezonach był podstawowym zawodnikiem swojej drużyny. Po spadku swojej drużyny do II ligi przeniósł się do Krakowa. Od 1986 do 1989 występował w Wiśle Kraków (m.in. został wybrany do najlepszej „piątki” sezonu 1987/1988), po czym powrócił do Warszawy, występując ponownie w Legii (1989-1991), Polonii Warszawa (1991/1992) i jeszcze raz w Legii, ale na poziomie ówczesnej II ligi (1992/1993). Następnie występował ponownie w najwyższej klasie rozgrywek – w Mazowszance Pruszków (1993-1996), Komforcie Stargard Szczeciński (1996/1997) i Unii Tarnów (1997/1998). Jego największymi sukcesami było mistrzostwo Polski z Mazowszanką (1995) i wicemistrzostwo Polski z Komfortem (1997). W 1994 i 1995 wystąpił w Meczu Gwiazd Północ-Południe
W reprezentacji Polski wystąpił na mistrzostwach Europy w 1985 (11 m.) i 1987 (7 m.). W pierwszym z tych turniejów zagrał we wszystkich siedmiu meczach, zdobywając 53 punkty. W drugim natomiast wystąpił w siedmiu z ośmiu spotkań, zdobywając 43 punkty. Zagrał także w dwóch spotkaniach eliminacji mistrzostw Europy w 1991, ale na turniej finałowy nie pojechał. Później występował jeszcze w nieudanych dla Polski turniejach eliminacyjnych do Igrzysk Olimpijskich w 1992 i mistrzostw Europy w 1993. Barwy Polski reprezentował w 109 lub 110 spotkaniach, w zależności od źródła informacji.
Zginął w wypadku samochodowym w drodze na trening Unii Tarnów, który to trening został odwołany. Jego imieniem nazwano później nagrodę dla najlepszego zawodnika sezonu zasadniczego ligi (pod jego patronatem przyznawaną do 2001). W Warszawie odbywa się poświęcony jego pamięci turniej koszykówki młodzików.

## Osiągnięcia
Drużynowe
- Mistrz Polski (1995)
- Wicemistrz Polski (1997)
- Finalista Pucharu Polski (1981, 1995)

Indywidualne
- Uczestnik meczu gwiazd PLK (1994, 1995)
- Zaliczony do I składu PLK (1988)

Reprezentacja
- Uczestnik:
  - mistrzostw Europy (1985 – 11. miejsce, 1987 – 7. miejsce)
  - trasy reprezentacji Polski po USA (9-20.11.1986)[2]